# Fly (canção de Jessica Jung)
"Fly" é uma canção gravada pela cantora sul-coreana-estadunidense Jessica Jung, mais conhecida apenas como Jessica. A canção contém a participação do rapper estadunidense Fabolous e serviu como seu single de estreia solo. "Fly" foi lançada digitalmente pela Coridel Entertainment em 17 de maio de 2016, em conjunto com o lançamento de seu extended play (EP) de estreia With Love, J. A canção é escrita por Jessica com Karriem Mack, Eric Fernandez, Tatiana Matthews e Fabolous e produzida por Fernandez e Mack. 
Comercialmente, "Fly" adquiriu pico de número quatro pela tabela sul-coreana Gaon Digital Chart e de número nove pela estadunidense Billboard World Digital Songs.

## Antecedentes
Como parte de suas atividades como integrante do grupo feminino Girls' Generation, Jessica participou do lançamento promocional de "Divine" (2014), pertencente a versão repaginada, do primeiro álbum de grandes êxitos japonês do grupo, intitulado The Best. A seguir, em 30 de setembro de 2014, Jessica anunciou em sua conta pessoal do Weibo que havia sido "forçada a sair" do Girls' Generation, o que foi posteriormente confirmado pela SM Entertainment. Em 6 de agosto de 2015, foi divulgado uma declaração oficial afirmando que ela havia se separado oficialmente da empresa.
Em fevereiro de 2016, Jessica anunciou que seu primeiro álbum solo seria lançado sob sua nova agência, a Coridel Entertainment. Em abril de 2016, representantes anunciaram que ela lançaria seu primeiro álbum no mês seguinte. Em 30 de abril, foi divulgado a lista de faixas, que incluiu a informação que "Fly" seria sua faixa título.

## Composição
"Fly" contém letras de Jessica Jung, Karriem Mack, Eric Fernandez, Tatiana Matthews e Fabolous, este último também participa da faixa com rap. Sua produção é realizada por Mack e Fernandez. As letras de "Fly" expressam a ideia de perseguir seus sonhos e não ser retido por dúvidas. Sua mensagem principal é sobre suportar e acreditar em si mesmo para alcançar seus sonhos. Musicalmente, "Fly" é uma canção pop-dance conduzida por piano e alguns elementos de sintetizador.

## Vídeo musical
O vídeo musical de "Fly" foi filmado em Salvation Mountain, localizado no sul da Califórnia, Estados Unidos, tendo sido dirigido por Lumpens. Na produção, Jessica está sentada em uma banheira, no deserto, fantasiando sobre viajar para um lugar distante com neve e gelo que ela vê em um cartão postal e em um globo de neve. Após divagar em pensamentos, como imaginar comer marshmallows ao lado de uma fogueira enquanto observa a Aurora Boreal, ela teme sair do conforto de sua cama e casa, mas supera isso e se arruma para viajar a fim de realizar seus sonhos.
Lançado em 17 de maio de 2016, o vídeo musical de "Fly", acumulou mais de dois milhões de visualizações em 24 horas de seu lançamento.

## Desempenho nas paradas musicais
Após o seu lançamento, "Fly" estreou nas tabelas sul-coreanas da Gaon na semana referente a 15 a 21 de maio de 2016. A canção estreou em seu pico de número quatro pela Gaon Digital Chart, de dois pela Gaon Download Chart com vendas de 123,711 mil downloads digitais pagos e de número catorze pela Gaon Streaming Chart com 2,415,062 milhões de streams. Mais tarde, o single vendeu mais de 259.807 mil cópias digitais e obteve 9.089.404 milhões de streams, durante seu primeiro mês de lançamento.
Nos Estados Unidos, "Fly" atingiu pico de número nove pela Billboard World Digital Songs, realizando sua estreia como solista na respectiva parada. 

### Posições semanais
| Parada musical (2016)                          | Melhor posição |
| ---------------------------------------------- | -------------- |
| Coreia do Sul (Gaon Digital Chart)             | 4              |
| Estados Unidos (Billboard World Digital Songs) | 9              |

## Histórico de lançamento
| Região        | Data               | Versão         | Formato          | Gravadora         | Ref.   |
| ------------- | ------------------ | -------------- | ---------------- | ----------------- | ------ |
| Mundo         | 17 de maio de 2016 | Língua coreana | Download digital | Coridel Interpark | [ 17 ] |
| Coreia do Sul | 17 de maio de 2016 | Língua coreana | Download digital | Coridel Interpark | [ 18 ] |
| Mundo         | 27 de maio de 2016 | Língua inglesa | Download digital | Coridel           | [ 19 ] |